# Kornisi
Kornisi  (gruz. ყორნისი, oset. Знауыр, Znauyr) – daba w Gruzji, w regionie Wewnętrzna Kartlia. Miejscowość znajduje się na terenie spornym i stanowi ośrodek administracyjny Rejonu Znaurskiego w Osetii Południowej.

## Demografia
W 2015 roku miejscowość zamieszkiwało 451 osób.

## Gospodarka
W Kornisi rozwinięty jest przemysł drzewny i spożywczy. W miejscowości działa biblioteka, szpital, apteka, przedszkole i szkoła.